# Błyskawica (Schiff)
Die Błyskawica war ein Zerstörer Grom-Klasse der polnischen Marine im Zweiten Weltkrieg und danach.
Das Kriegsschiff wurde noch vor Kriegsbeginn im Rahmen der Operation Peking nach Großbritannien evakuiert und nahm im Dienste der polnischen Exilregierung an mehreren Operationen der Alliierten teil.
Die Błyskawica überstand den Krieg und ist seit dem 1. Mai 1976 ein Museumsschiff im polnischen Marinemuseum in Gdynia. Momentan (Stand Nov. 2019) ist die „Błyskawica“ mit ihren 82 Dienstjahren auch der älteste existierende Zerstörer der Welt.

## Bau und konstruktive Merkmale
Um die veralteten Zerstörer der Wicher-Klasse zu unterstützen, bestellte die polnische Marine bei der britischen Werft John Samuel White & Co Ltd. in Cowes auf der Isle of Wight zwei moderne große Zerstörer. Baubeginn beider Schiffe war 1935.
Da Polen nur eine sehr kurze Küstenlinie besaß, war die geplante Hauptaufgabe der Zerstörer, Nachschubtransporte zu beschützen. Deshalb erhielten die Schiffe die Fähigkeit, sowohl Küsten zu verteidigen als auch Geleitzüge zu eskortieren.
Mit drei Dampfkesseln, die über zwei Parsons-Dampfturbinen mit insgesamt 54.000 PS Leistung zwei Wellen antrieben, konnten die Zerstörer bis zu 39,5 Knoten fahren, womit sie die Geschwindigkeit der damals modernen Zerstörer der Farragut-, Porter-, Le Fantasque- oder Tribal-Klasse übertrafen.
Die Schiffe waren mit einer Maximalverdrängung von 2.400 ts für die seichten und engen Gewässer der Ostsee sehr groß.
Aufgrund ihrer Größe als auch ihrer Reichweite von 3.500 Seemeilen waren die Zerstörer in der Lage, Konvois der Verbündeten in Großbritannien und Frankreich sowohl nach Gdingen (Danziger Bucht) als auch nach Constanța (Schwarzes Meer) in Rumänien zu eskortieren.
Die Błyskawica wurde im September 1935 auf Kiel gelegt, lief am 1. Oktober 1936 vom Stapel und wurde am 25. November 1937 in Dienst gestellt. Schiffspatin war die Gattin Edward Raczyńskis, Botschafter in London, Cycilia Raczyńska (1906–1962).

## Umbauten
Da die Aufgaben der Błyskawica sich im Krieg immer mehr zu denen eines Geleitzerstörer wandelten, die britischen U-Jagd-Techniken sich ständig weiterentwickelten und die Luftabwehr immer wichtiger wurde, musste die Bewaffnung während des Krieges zweimal grundsätzlich umgebaut werden. Zudem stand für die ursprünglich verbauten 120-mm-Geschütze vom schwedischen Hersteller Bofors mit Kriegsausbruch und der Verlegung des Schiffes nach Großbritannien nicht mehr ausreichend Munition zur Verfügung, weshalb auch die Hauptbewaffnung geändert wurde. Nach dem Kriegsende wurde das Schiff weiter von der polnischen Marine eingesetzt. Polen war aber ab diesem Zeitpunkt in das sowjetische Bündnissystem Warschauer Pakt eingebunden. Dieses Bündnis hatte gänzlich andere Waffenstandards, die einen weiteren Umbau erforderten.
- Bewaffnung ab 1941
  - acht QF 4 Zoll (102 mm) Mk XVI - Flak (4 × 2)
  - vier Bofors 4,0-cm-Flak L/60 (2 × 2)
  - vier Oerlikon 2,0-cm-Flak
  - sechs 55,0/53,3-cm-Torpedorohre (2 × 3)
  - Wasserbombenwerfer
- Bewaffnung ab 1942
  - neun 10,2-cm-Flak (4 × 2, 1 × 1)
  - vier 4,0-cm-Flak (2 × 2)
  - vier 2,0-cm-Flak
  - drei 55,0/53,3-cm-Torpedorohre (1 × 3)
  - Wasserbombenwerfer
- Bewaffnung ab 1951
  - acht 10,0-cm-Geschütze B-34 (4 × 2)
  - zehn 3,7-cm-Flak (4 × 2, 2 × 1)
  - Wasserbombenwerfer
- aktuelle Bewaffnung (als Museumsschiff)
  - acht 10,0-cm-Geschütze B-34 U (4 × 2)
  - zwei 4,0-cm-Flak (1 × 2)
  - acht 3,7-cm-Flak (3 × 2, 2 × 1)
  - drei Torpedorohre (1 × 3)
  - Wasserbombenwerfer
  - zwei Seeminen vom Typ wz.-08/39

## Einsatzgeschichte

### 1939

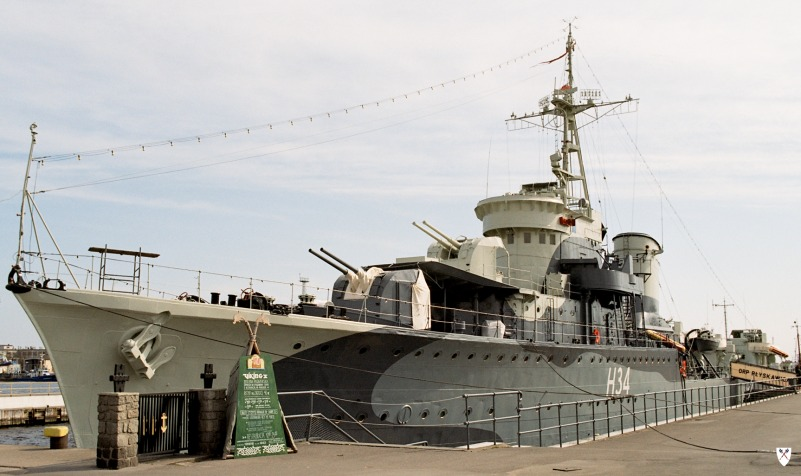
Museumsschiff in Gdingen

Aufgrund der erdrückenden Überlegenheit der deutschen Kriegsmarine (siehe: Kräfteverhältnis zu Beginn des Krieges) wurde schon vor Kriegsbeginn geplant, die großen polnischen Überwassereinheiten nach Großbritannien zu evakuieren.
Deshalb verließen am 29. August 1939 im Rahmen der Operation Peking Błyskawica, das ältere Schwesterschiff Grom und der Wicher-Klasse-Zerstörer Burza ihre Heimatbasis in Gdingen, um nach Großbritannien zu entkommen.
Der Zerstörer-Verband erreichte am 1. September ohne Zwischenfälle die Nordsee, wo er auf die britischen Zerstörer Wanderer und Wallace traf, die die drei polnischen Schiffe nach Leith in Schottland geleiteten.
Operationsbasis des polnischen Verbandes war bis April 1940 Harwich in England.
Am 6. November erhielten Grom und Błyskawica den Auftrag, abgeschossene britische Piloten aus dem Gebiet der Doggerbank zu retten. Die Zerstörer wurden mit Torpedos von deutschen He 115-Wasserflugzeugen angegriffen und mussten sich zurückziehen.
Am 21. November liefen Grom, Burza und Błyskawica gemeinsam mit dem britischen Zerstörer Gipsy zur Patrouille in der Nordsee aus. Die Gipsy lief auf eine deutsche Seemine, zerbrach in der Mitte und sank. Die drei polnischen Kriegsschiffe retteten die Überlebenden und setzten die Patrouille fort.

### 1940

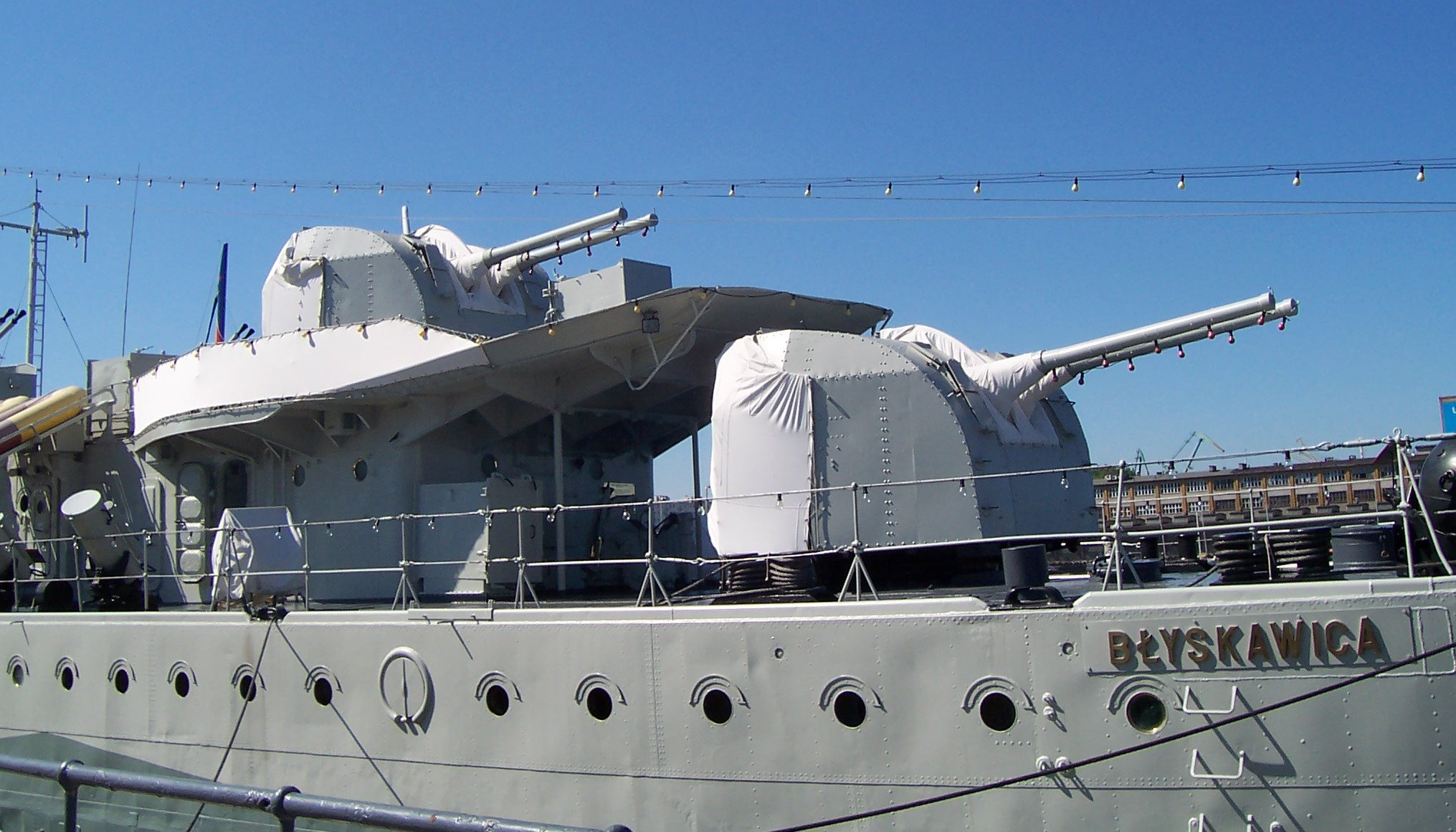
Die beiden achteren 10-cm-Flak in Doppellafetten mit Schilden

Am 4. April 1940 wurden die drei polnischen Zerstörer nach ihrer neuen Basis Rosyth verlegt, verließen diese aber umgehend, um gemeinsam mit den britischen Leichten Kreuzern Arethusa und Galatea und drei Zerstörern vor die norwegische Küste zu laufen.
Am 9. April begann das deutsche Unternehmen Weserübung, die Invasion in Norwegen und Dänemark. Die drei polnischen Zerstörer erhielten den Auftrag, gemeinsam mit dem britischen Zerstörer Tartar den Geleitzug HN-24, der aus 31 Handelsschiffen bestand, zu eskortieren. Die Schiffe flüchteten aus Norwegen, einige waren mit dem norwegischen Goldschatz beladen. Der Konvoi erreichte Großbritannien ohne Verluste.
Am 12. April erreichten Burza, Grom und Błyskawica die Basis in Rosyth, wurden aufgetankt und fuhren sofort weiter nach Scapa Flow, das sie am 19. April in Richtung Narvik verließen. Während der Überfahrt wurde die Burza durch einen Sturm beschädigt und zur Umkehr gezwungen.
Am 21. April erreichten Grom und Błyskawica den Vestfjord. Beide Schiffe nahmen an der Abwehr der deutschen Invasion aktiv teil.
Am 2. Mai fuhr Błyskawica in den Rombakken-Fjord vor Narvik ein und wurde in ein Artillerieduell mit deutschen Landtruppen verwickelt. Drei Landgeschütze wurden vernichtet. Der Zerstörer erhielt fünf Treffer, wodurch drei Seeleute getötet wurden.
Nach einem zweitägigen Rückzug in den Skjell-Fjord, wo das Schiff repariert wurde, kehrte die Błyskawica am 5. Mai in den Rombakken-Fjord zurück. Einen Tag vorher ging Grom durch einen deutschen Luftangriff verloren. Die Błyskawica wurde zwölf Stunden lang erfolglos von deutschen Bombern angegriffen. Am Abend kam es erneut zu einem Feuerwechsel mit deutschen 8,8-cm-Flak, die niedergehalten werden konnten.
Am 6. Mai kam es zu schweren Kämpfen mit deutschen Flugzeugen, von denen eines abgeschossen werden konnte. Am 10. Mai kam es wieder zu schweren Luftangriffen, bei denen ein weiterer Bomber abgeschossen wurde. Am selben Tag verließ Błyskawica die norwegischen Gewässer in Richtung Scapa Flow.
Am 26. Mai wurde die Błyskawica gemeinsam mit dem britischen leichten Kreuzer Galatea in den Ärmelkanal entsandt. An diesem Tag begann die Operation Dynamo, die Evakuierung der alliierten Truppen aus Frankreich.
Am nächsten Tag erhielt der Zerstörer die Anweisung, sich mit den britischen Zerstörern Gallant und Vivacious zu treffen, um in den kleinen Hafen von La Panne (De Panne besitzt keinen Hafen!) in der Nähe Dünkirchens einzulaufen. Der polnische Zerstörer verpasste aber den Treffpunkt und erhielt daraufhin die Order, gemeinsam mit dem Zerstörer Vega in den Hafen von Dünkirchen einzulaufen, um zu erkunden, ob dieser für die Evakuierungsmission geeignet sei, was bestätigt werden konnte.
Am 29. Mai wurde die Błyskawica von zwei deutschen Bombern erfolglos angegriffen. In der Nacht wurde das Hilfesignal des schwer beschädigten britischen Zerstörers Greyhound empfangen. Der polnischen Zerstörer konnte das mit mehreren tausend Soldaten total überladene Schiff nach Dover schleppen.
Am 30. Mai wurde der französische Bourrasque-Klasse-Zerstörer Cyclone von dem Schnellboot S 24 der 2. Schnellboot-Flottille angegriffen und schwer beschädigt. Das Schiff konnte nur noch mit fünf Knoten laufen und erbat von dem polnischen Zerstörer Geleitschutz. Die Błyskawica begleitete das angeschlagene Schiff. Beide Schiffe trafen in der Dunkelheit auf den mit vielen Soldaten beladenen französischen Zerstörer Scirocco, der eine Stunde später von den deutschen Schnellbooten S 23 und S 26, ebenfalls von der 2. Schnellboot-Flottille, versenkt wurde. Die Błyskawica verließ daraufhin kurzzeitig den Verband, konnte aber lediglich 15 Überlebende retten.
Am 9. Juni lief der Zerstörer für Wartungsarbeiten in seine Bauwerft in Cowes auf der Isle of Wight ein.
Am 12. August nahm die Błyskawica an der Luftverteidigung von Portsmouth teil und konnte eine deutsche He 111 abschießen.
Am 30. August lief der Zerstörer gemeinsam mit der Burza aus, um einen Konvoi in die USA zu eskortieren. Burza musste aber aufgrund einer Havarie bald umkehren.
Am 1. September wurde bei 56° 20′ N, 10° 34′ W ein Rettungsboot aufgenommen. An Bord befand sich der Seemann Osman Adem, der einzige Überlebende des britischen Handelsschiffes Har Zion. Das Schiff war am Vortag von dem deutschen U-Boot U 38 versenkt worden. Die restlichen 34 Mann der Besatzung fanden den Tod.
Am 2. September verließ die Błyskawica gemeinsam mit mehreren britischen Zerstörern den Konvoi und eskortierte einen Geleitzug nach Großbritannien. Am nächsten Tag wurde das Periskop eines deutschen U-Bootes gesichtet und das U-Boot mit Wasserbomben angegriffen. Zwei Stunden später wurde wahrscheinlich dasselbe U-Boot aufgefasst und in dichtem Nebel erneut angegriffen.
Am 29. September lief ein Zerstörerverband, dem die Błyskawica angehörte, in den Ärmelkanal aus. Błyskawica und der britische Zerstörer Broke sollten gegen deutsche Schnellboote vorgehen. Diese erfassten die alliierten Schiffe früher und griffen mit Torpedos an. Die Zerstörer konnten zwar den Torpedos ausweichen, aber die Schnellboote nicht verfolgen.
Am 20. Oktober führte das polnische Schiff eine Patrouille der britischen Zerstörer Kashmir, Jaguar und Broke im Ärmelkanal. Vier deutsche Zerstörer wurden aufgeklärt. Die deutschen Schiffe konnten sich zurückziehen und der alliierte Verband nicht angreifen.
Am 26. Oktober kollidierte Błyskawica mit einem Frachter. Der Unfall forderte keine Opfer. Der Zerstörer wurde aber beschädigt und musste repariert werden.
Nach der Reparatur lief der Zerstörer am 4. Dezember aus, um einen Geleitzug nach den USA zu eskortieren. Das Schiff geriet in einen Sturm, der unter anderem die Ruderanlage und die Torpedorohre schwer beschädigte. Die Błyskawica musste aufgrund der Havarie am 6. Dezember nach Greenock zurückkehren.

### 1941
Ab dem 11. Februar geleitete der Zerstörer einen Konvoi nach Island, wurde aber am 14. Februar erneut in einem Sturm beschädigt und kehrte vorzeitig nach Greenock zurück.
Am 13. März musste sich das polnische Schiff, obwohl es sich im Dock befand, an der Luftabwehr Glasgows beteiligen.
Nach längeren Reparaturen und Umbaumaßnahmen an der Bewaffnung wurde die Błyskawica am 2. Dezember zum Training nach Scapa Flow überführt. Nach einem Zwischenaufenthalt in Greenock am 20. Dezember erreichte der Zerstörer am 30. Dezember Reykjavík auf Island.

### 1942
Am 4. April wurde der Zerstörer erneut in einem Sturm beschädigt und kehrte am 11. April für Reparaturen nach Cowes zurück, wo das Schiff in einen deutschen Luftangriff geriet.
Am 23. April griff die Luftwaffe erneut Cowes an und die im Dock liegende Błyskawica wurde durch eine nahe explodierende Bombe beschädigt. Am 28. April wurde das Schiff von sechs deutschen Messerschmitt Bf 109 angegriffen und erlitt geringe Schäden.
Nach schweren deutschen Luftangriffen auf Cowes am 4. Mai nahm die Besatzung der Błyskawica an der Brandbekämpfung in der Stadt teil.
Ab dem 10. August eskortierte der Zerstörer gemeinsam mit der Broke den Geleitzug SC-94.
Im November nahm die Błyskawica bei Algier an der Operation Torch, der angloamerikanischen Landung in Nordafrika teil.

### 1944
Nachdem am 6. Juni die alliierte Landung in der Normandie begonnen hatte, versuchten in der Nacht vom 8. auf den 9. Juni die deutsche 8. Zerstörer-Flottille unter Theodor von Mauchenheim mit den Zerstörern Z 32, Z 24, ZH 1 und dem Torpedoboot T 24 alliierte Schiffe im Ärmelkanal anzugreifen. Ein alliierter Verband, bestehend aus den acht Zerstörern Tatar, Ashanti, Haida, Huron, Piorun, Eskimo, Javelin und Błyskawica, erfasste die deutschen Schiffe bei der französischen Insel Ouessant. Während des folgenden Artillerieduelles wurden Z 32 und ZH 1 versenkt. T 24 und Z 24 wurden schwer beschädigt. Auf alliierter Seite wurde Tatar ernsthaft beschädigt.
Im Laufe des Krieges fuhr die Błyskawica 146.000 Seemeilen, beschädigte oder versenkte drei U-Boote, schoss mindestens vier Flugzeuge ab und war auch an der Versenkung weiterer feindlicher Schiffe beteiligt.

### Nach Kriegsende

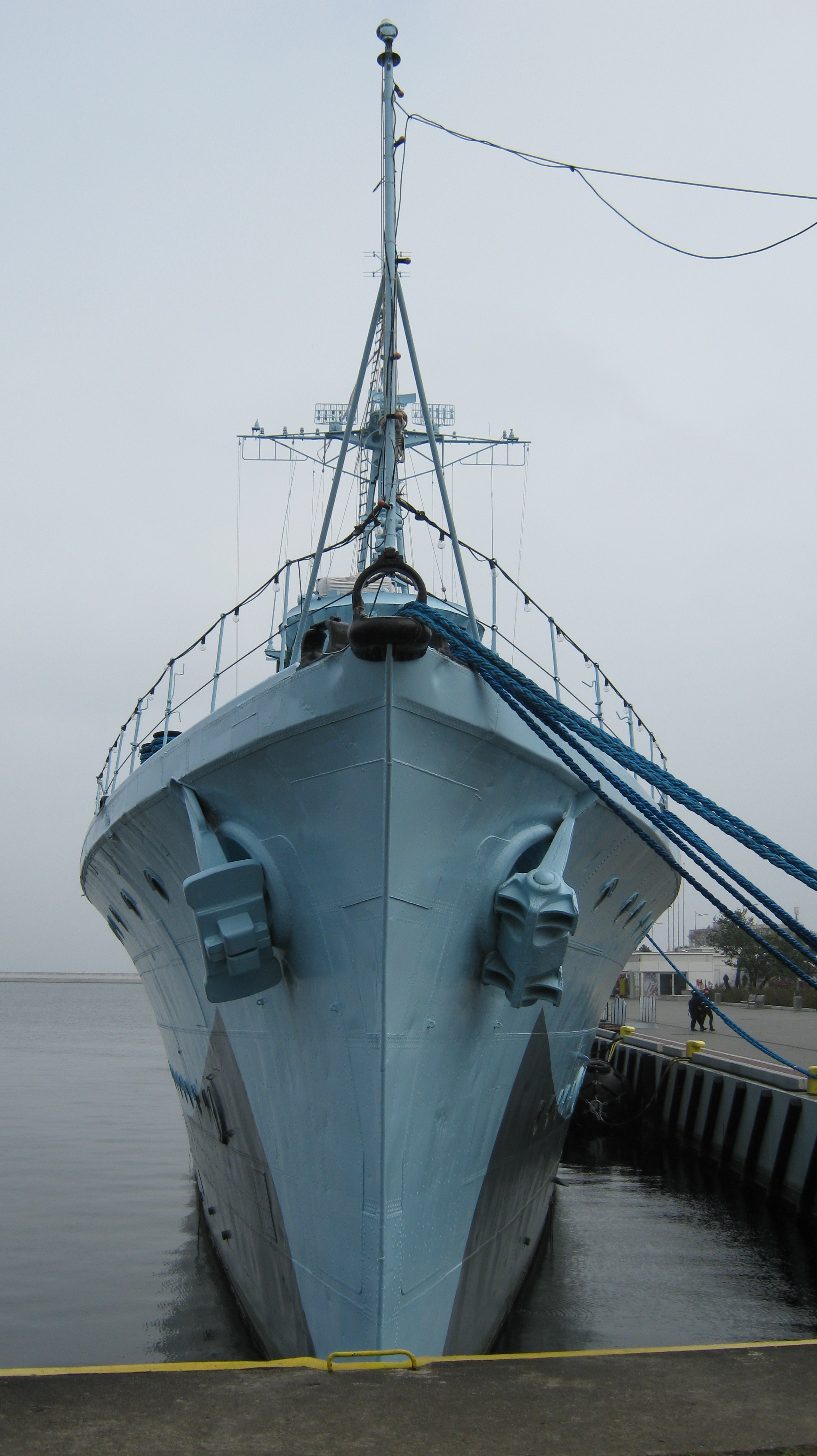
Bug der Błyskawica

Ein Jahr nach Kriegsende ging das Schiff an die Royal Navy, die es 1947 an die Marine der Republik Polen übergab. Die Błyskawica wurde 1951 überholt und entsprechend sowjetischen Standards modernisiert.
Am 1. Mai 1976 löste die Błyskawica die Burza im Marinemuseum in Gdingen als Museumsschiff ab und wird seitdem im Präsidentenbassin an der Südmole öffentlich ausgestellt. An Bord wird die Geschichte der polnischen Marine präsentiert. 1986 erhielt die Błyskawica stellvertretend für ihre Mannschaft um deren Verdienste im Zweiten Weltkrieg willen die höchste polnische Kriegsauszeichnung, das Kreuz in Gold des Ordens Virtuti Militari.
2004 wurde die Błyskawica auf der Marinewerft generalüberholt und wieder mit dem hellblauen Tarnanstrich versehen, den sie trug, als sie zwischen Herbst 1941 und Frühjahr 1942 in der Nordsee patrouillierte. Auch die Ausstellung zur Geschichte der polnischen Marine wurde überarbeitet.

## Kommandanten
1. komandor podporucznik[3] Tadeusz Podjazd-Morgenstern – 7. November 1937 – 2. Januar 1939
2. komandor podporucznik Włodzimierz Kodrębski – 2. Januar 1939 – Oktober 1939
3. komandor podporucznik Jerzy Umecki – 23. November 1939 – 2. Februar 1940
4. komandor podporucznik Stanisław Nahorski – 2. Februar 1940 – 28. Mai 1940
5. komandor podporucznik Wojciech Francki – 28. Mai 1940 – August 1940
6. kapitan marynarki[4] Tadeusz Gorazdowski – August 1940 – Februar 1941
7. komandor podporucznik Wojciech Francki – März 1941 – März 1942
8. komandor podporucznik Tadeusz Gorazdowski – März 1942 – Juni 1942
9. komandor podporucznik Ludwik Lichodziejewski – Juni 1942 – Juni 1943
10. komandor podporucznik Konrad Namieśniowski – Juli 1943 – Dezember 1944
11. komandor podporucznik Ludwik Lichodziejewski – Dezember 1944 – November 1945
12. komandor podporucznik Wojciech Francki – November 1945 – 28. Mai 1946
13. komandor podporucznik Bolesław Romanowski – 1947
14. komandor podporucznik Wacław Krzywiec – 1947–1948
15. komandor podporucznik Zbigniew Węglarz – 1948–1950
16. komandor podporucznik Zdzisław Studziński – 1950–1952
17. kapitan marynarki Stanisław Mielczarek – 1952–1954
18. kapitan marynarki Hieronim Kubera – 1954–1957
19. porucznik marynarki[5] Kryspin Lech – 1957–1962
20. kapitan marynarki Tadeusz Morzycki – 1962–1963
21. kapitan marynarki Józef Żywczak – 1963–1967
22. komandor podporucznik Bolesław Kilians – 1967–1968
23. kapitan marynarki Zenon Sawa – 1969–1974
24. komandor podporucznik Zbigniew Strych – 1974–1979
25. komandor podporucznik Władysław Łomża – 1979–1982
26. kapitan marynarki Mieczysław Waryszak – 1982–1990
27. komandor porucznik Lesław Paprocki – 1990–2002
28. komandor porucznik Jerzy Łubkowski – 2002–2017
29. komandor porucznik Walter Jarosz – 2017–